# Hillevliet
Hillevliet is een weg in de wijk Bloemhof en Hillesluis in Rotterdam. De weg verbindt de Randweg met de Slaghekstraat en kruist de Lange Hilleweg en de Polderlaan.

## Geschiedenis
Het Stadsarchief Rotterdam geeft aan dat de naam ontleend is aan het woord 'hille'. Deze term komt terug in oorkonden betreffende Holland, Zeeland, Voorne en Putten in het bijzonder voor als door water omringde buitendijkse hogere gronden. Sinds 1968 rijdt tramlijn 2 over de Hillevliet. De Beijerlandselaan werd met een tramtunnel gekruist. Deze is niet meer in gebruik.